# Parti démocratique seychellois

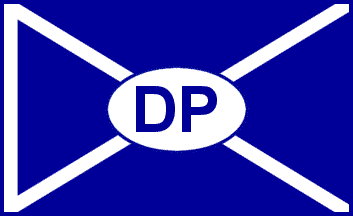
Logo du Parti démocratique Seychellois.

Le Parti démocratique seychellois (Seychelles Democratic Party, SDP) est un parti politique fondé en 1963 par l'ancien président James Mancham, qui a gouverné le pays entre 1976 et 1977. Après son exil au Royaume-Uni, Mancham retourne aux Seychelles pendant la transition démocratique de 1993. Il conserve la direction du SDP jusqu'en février 2005, date à laquelle Nichol Gabriel lui succède. Paul Chow devient ensuite président du Parti en mars 2006.
Éliminé du Parlement après les élections de 2002 lors desquelles il n'obtient que 3,1 % des voix, le Parti démocratique seychellois s'est allié au Parti national des Seychelles pour les élections de 2007.